# پوکینگ (شهر اتریش)
پوکینگ (به آلمانی: Pucking) یک منطقهٔ مسکونی در اتریش است که در ناحیه لینتس لند واقع شده‌است. پوکینگ ۲۰ کیلومتر مربع مساحت دارد ۲۸۶ متر بالاتر از سطح دریا واقع شده‌است.